# Nazionale femminile di pallamano dell'Angola
La nazionale di pallamano femminile dell' Angola rappresenta l'Angola nelle competizioni internazionali e la sua attività è gestita dalla Federação Angolana de Andebol. La rappresentativa è la più titolata nel campionato continentale, a cui partecipa dal 1981.

## Palmarès

### Campionati Africani
- 1989, 1992, 1994, 1998, 2000, 2002, 2004, 2006, 2008, 2010, 2012, 2016, 2018, 2021, 2022

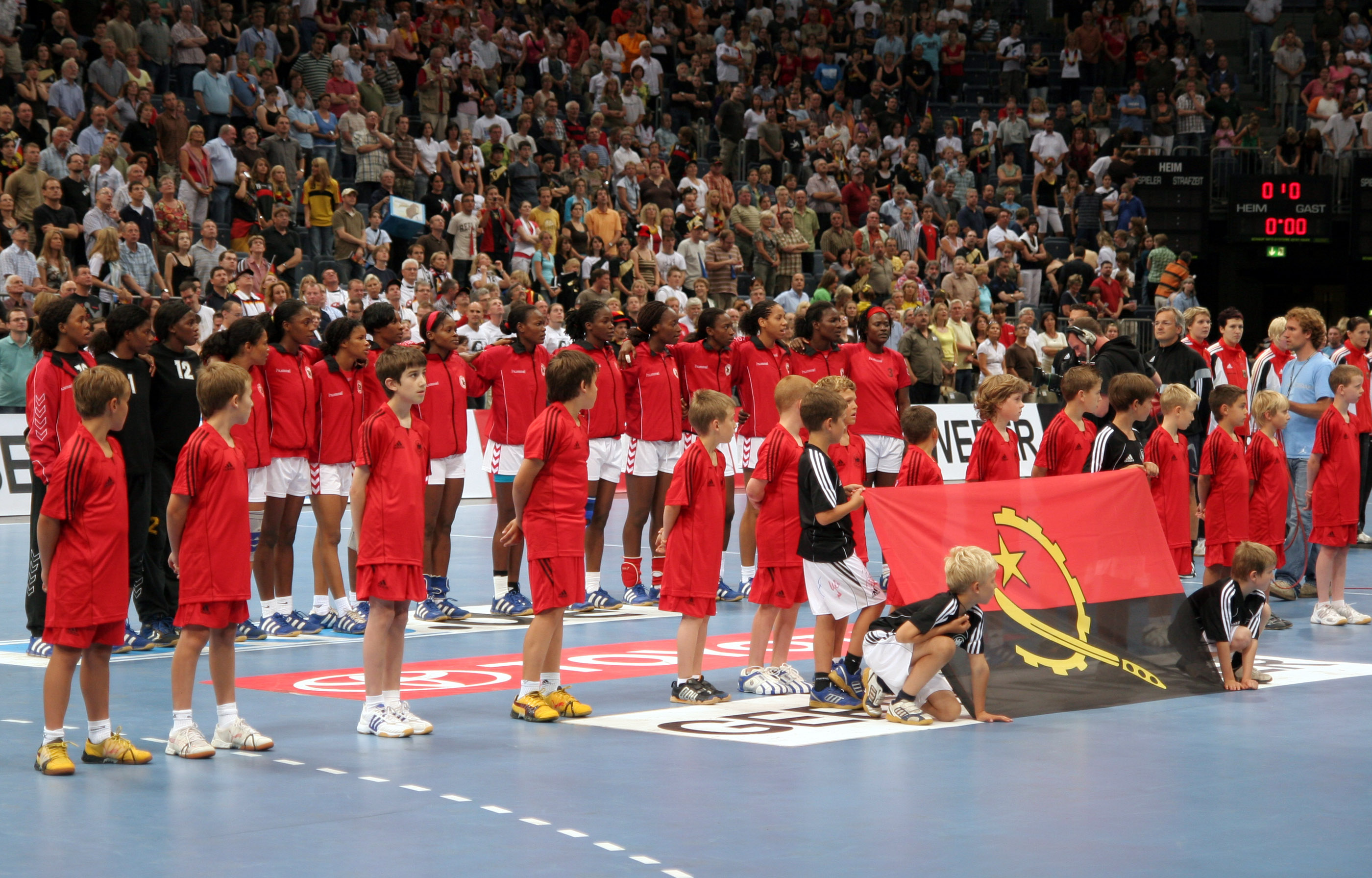
La nazionale angolana nel 2008

- 1991
- 1996, 2014